# Qu Yunxia
Qu Yunxia (chinês:=曲云霞; Dalian, 25 de dezembro de 1972) é uma ex-atleta meio-fundista chinesa, campeã e ex-recordista mundial dos 3000 metros.
Surgiu no cenário internacional aos 17 anos ao vencer os 1500 metros no Campeonato Mundial Júnior de Atletismo de 1990, disputado em  Plovdiv, na Bulgária. Dois anos depois, Yunxia conquistou a medalha de bronze dos 3000 metros nos Jogos de Barcelona 1992. No ano seguinte tornou-se campeã mundial desta prova, pela última vez disputada em um torneio global, substituída pelos 5000 metros femininos a partir do Mundial e a da Olimpíada seguinte, vencendo no Campeonato Mundial de Atletismo de 1993 em Stuttgart, Alemanha. Em dezembro do mesmo ano, estabeleceu um novo recorde mundial para os 1500 metros – 3:50.46 – uma marca tão rápida – para muitos, imbatível  – que o recorde levou 22 anos para ser superado. A marca só foi quebrada em julho de 2015 pela etíope Genzebe Dibaba, a única atleta não-chinesa em todo este período a realmente fazer tempos próximos a este recorde.
Qu Yunxia foi uma das principais estrelas do chamado "Exército de Ma", um grupo de corredoras chinesas treinadas pelo técnico Ma Juren, que nos anos 1990 conseguiu vitórias e recordes  mundiais nas pistas de atletismo chinesas e internacionais para surpresa dos analistas ocidentais do esporte. Juren esteve em sua carreira sempre sob a suspeita do uso de drogas em suas atletas.